# (400410) 2008 CE16
(400410) 2008 CE16 es un asteroide perteneciente al cinturón de asteroides, región del sistema solar que se encuentra entre las órbitas de Marte y Júpiter, descubierto el 3 de febrero de 2008 por el equipo del Mount Lemmon Survey desde el Observatorio del Monte Lemmon, Arizona, Estados Unidos.

## Designación y nombre
Designado provisionalmente como 2008 CE16. 

## Características orbitales
2008 CE16 está situado a una distancia media del Sol de 2,686 ua, pudiendo alejarse hasta 2,701 ua y acercarse hasta 2,671 ua. Su excentricidad es 0,005 y la inclinación orbital 13,98 grados. Emplea 1608,38 días en completar una órbita alrededor del Sol.

## Características físicas
La magnitud absoluta de 2008 CE16 es 16,3. 